# Tomaspis costalimar
Tomaspis costalimar är en insektsart som beskrevs av João Manuel Antonio do Amaral Franco 1953. Tomaspis costalimar ingår i släktet Tomaspis och familjen spottstritar. Inga underarter finns listade i Catalogue of Life.